# Земя на номади
Земя на номади на английски: Nomadland е американска драма на китайската режисьорка Клои Джао. Филмът е адаптация на книгата на Джесика Бродър – „Nomadland“. Във филма участва Франсис Макдорманд като жена, която напуска родния си град след смъртта на съпруга си и затварянето на източника на работа. Тя остава без дом и пътува из Съединените щати.
Премиерата на филма е на 11 септември 2020 г. на Филмовия фестивал във Венеция, където печели „Златен лъв“. На 4 декември 2020 г. се появява в платформата „Хулу“.
„Земя на номади“ е носител на три „Оскара“, в това число за най-добър филм. Той получава и две награди „Златен глобус“ – за най-добър филм и най-добър режисьор.

## Рецензии и награди
А. О. Скот, филмов критик на Ню Йорк Таймс, цитирайки Ралф Уолдо Емерсън: „Хората искат да се установят някъде, но само докато не са се установили има надежда за тях“, набляга на противопоставянето между установяването и движението, между измамния уют на дома и изкушението да си постоянно на път като нещо, което лежи в основата на филма на Джао.